# L'Étrat
L'Étrat és un municipi francès situat al departament del Loira i a la regió d'Alvèrnia-Roine-Alps. L'any 2007 tenia 2.683 habitants.

## Demografia

### Població
El 2007 la població de fet de L'Étrat era de 2.683 persones. Hi havia 1.135 famílies de les quals 332 eren unipersonals (119 homes vivint sols i 213 dones vivint soles), 395 parelles sense fills, 338 parelles amb fills i 70 famílies monoparentals amb fills.
La població ha evolucionat segons el següent gràfic:
Habitants censats

### Habitatges
El 2007 hi havia 1.284 habitatges, 1.163 eren l'habitatge principal de la família, 8 eren segones residències i 112 estaven desocupats. 761 eren cases i 523 eren apartaments. Dels 1.163 habitatges principals, 759 estaven ocupats pels seus propietaris, 379 estaven llogats i ocupats pels llogaters i 25 estaven cedits a títol gratuït; 22 tenien una cambra, 135 en tenien dues, 205 en tenien tres, 244 en tenien quatre i 557 en tenien cinc o més. 938 habitatges disposaven pel capbaix d'una plaça de pàrquing. A 526 habitatges hi havia un automòbil i a 538 n'hi havia dos o més.

### Piràmide de població
La piràmide de població per edats i sexe el 2009 era:
| Homes | Edats   | Dones |
| ----- | ------- | ----- |
| 0     | 95 o +  | 0     |
| 0     | 90 a 94 | 4     |
| 0     | 85 a 89 | 12    |
| 16    | 80 a 84 | 12    |
| 44    | 75 a 79 | 44    |
| 68    | 70 a 74 | 60    |
| 80    | 65 a 69 | 80    |
| 84    | 60 a 64 | 112   |
| 108   | 55 a 59 | 84    |
| 88    | 50 a 54 | 108   |
| 108   | 45 a 49 | 84    |
| 68    | 40 a 44 | 96    |
| 64    | 35 a 39 | 96    |
| 80    | 30 a 34 | 76    |
| 104   | 25 a 29 | 76    |
| 76    | 20 a 24 | 32    |
| 72    | 15 a 19 | 72    |
| 96    | 10 a 14 | 80    |
| 68    | 5 a 9   | 76    |
| 44    | 0 a 4   | 56    |

## Economia
El 2007 la població en edat de treballar era de 1.730 persones, 1.193 eren actives i 537 eren inactives. De les 1.193 persones actives 1.119 estaven ocupades (622 homes i 497 dones) i 74 estaven aturades (28 homes i 46 dones). De les 537 persones inactives 172 estaven jubilades, 211 estaven estudiant i 154 estaven classificades com a «altres inactius».

### Ingressos
El 2009 a L'Étrat hi havia 1.135 unitats fiscals que integraven 2.638 persones, la mediana anual d'ingressos fiscals per persona era de 23.328 €.

### Activitats econòmiques
Dels 217 establiments que hi havia el 2007, 7 eren d'empreses alimentàries, 1 d'una empresa de fabricació de material elèctric, 10 d'empreses de fabricació d'altres productes industrials, 34 d'empreses de construcció, 49 d'empreses de comerç i reparació d'automòbils, 7 d'empreses de transport, 7 d'empreses d'hostatgeria i restauració, 4 d'empreses d'informació i comunicació, 15 d'empreses financeres, 17 d'empreses immobiliàries, 23 d'empreses de serveis, 30 d'entitats de l'administració pública i 13 d'empreses classificades com a «altres activitats de serveis».
Dels 33 establiments de servei als particulars que hi havia el 2009, 1 era una oficina de correu, 2 oficines bancàries, 2 tallers de reparació d'automòbils i de material agrícola, 1 autoescola, 1 paleta, 3 guixaires pintors, 2 fusteries, 2 lampisteries, 5 perruqueries, 7 restaurants, 2 agències immobiliàries i 5 salons de bellesa.
Dels 23 establiments comercials que hi havia el 2009, 2 eren grans superfícies de material de bricolatge, 1 una botiga de més de 120 m², 4 fleques, 1 una carnisseria, 1 una llibreria, 1 una botiga d'equipament de la llar, 1 una sabateria, 2 botigues de mobles, 1 una botiga de material esportiu, 5 botigues de material de revestiment de parets i terra, 1 un drogueria, 1 una joieria i 2 floristeries.
L'any 2000 a L'Étrat hi havia 13 explotacions agrícoles que ocupaven un total de 273 hectàrees.

## Equipaments sanitaris i escolars
L'únic equipament sanitari que hi havia el 2009 era una farmàcia.
El 2009 hi havia 2 escoles elementals.

## Poblacions properes
El següent diagrama mostra les poblacions més properes.